# RECOVERY
RECOVERY — мережа реабілітаційних центрів для поранених військових, створена 2022 року українським олігархом Віктором Пінчуком та його дружиною Оленою для допомоги Силам безпеки й оборони України.

## Історія
У червні 2022 року подружжя Пінчуків продало на аукціоні Christie's у Лондоні скульптуру Джеффа Кунса «Мавпа з повітряних куль (пурпурна)», отримані кошти використали для створення мережі.
Проєкт очол.є Світлана Гриценко, член правління Фонду Віктора Пінчука, член організаційного комітету Українського дому в Давосі.

## Діяльність

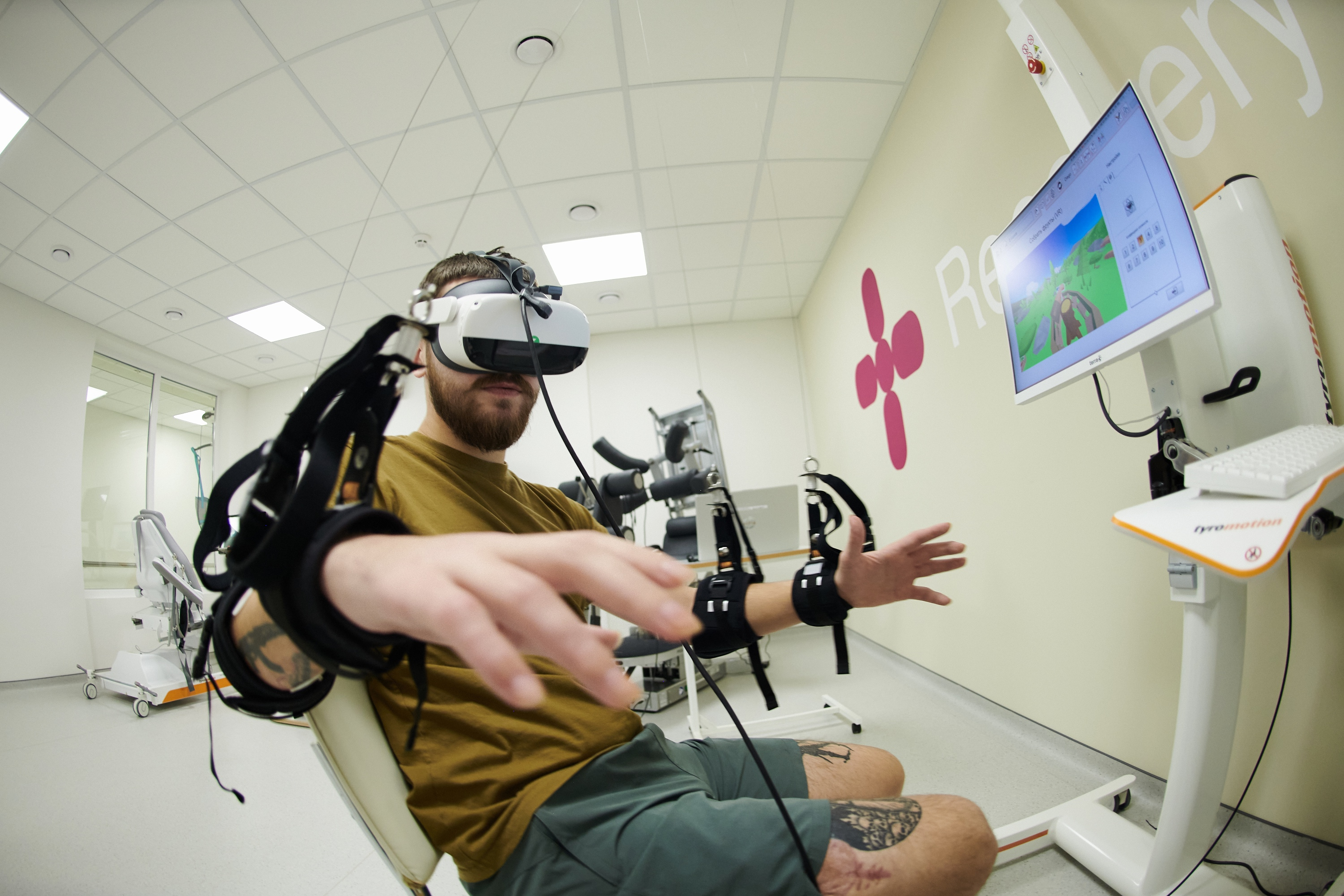
Використання VR-технологій в реабілітації військових в центрах мережі RECOVERY

Станом на червень 2025 року 18 реабілітаційних центрів надають послуги у Вінниці, на Дніпровщині (3 заклади), у Києві (2 заклади), Луцьку, Львові, Одесі (2 заклади), Полтаві, Рівному, Тернополі, Хмельницькому, Черкасах, Чернівцях і Чернігові. 15 центрів розташовані на базі цивільних медичних закладів, а 3 — на базі медичних установ правоохоронних органів, зокрема Міністерства внутрішніх справ, Державної прикордонної служби та Міністерства оборони.

## Освіта
Освітня компонента передбачає розвиток професійної спільноти, саме тому регулярно пропонує фахівцям програми для опанування нових знань. Фахівці з реабілітації мають можливість обмінюватися досвідом із колегами, вивчати передові протоколи й інноваційні методи реабілітації в різних форматах[ангажоване джерело].
Мережа пропонує безоплатні освітні програми для спеціалістів із реабілітації. У грудні 2023 року було запущено освітню програму «RECOVERY. Сексуальне життя».
2024 року 6 груп стали учасниками навчальних поїздок до США, Норвегії, Швейцарії, Латвії, Литви та Австрії[ангажоване джерело].
Щорічна міжнародна конференція Recover Together є майданчиком для фахівців із реабілітації, військових та ветеранів, представників громадського сектору, висвітлює наступні теми: робота з бойовими травмами, відновлення кінцівок, реконструктивна хірургія, робота з ментальним здоров'ям.